# Rado Klančar
Rado Klančar, slovenski politik, ekonomist * 1953.
Med 23. oktobrom 1997 in 15. junijem 2000 je bil državni sekretar Republike Slovenije na Ministrstvu za ekonomske odnose in razvoj Republike Slovenije.